# IJswaterjuffer
De ijswaterjuffer (Coenagrion glaciale) is een juffer uit de familie van de waterjuffers (Coenagrionidae).
De wetenschappelijke naam van de soort werd in 1872 als Agrion glaciale gepubliceerd door Hermann August Hagen.

## Synoniemen
- Agrion tugur Bartenev, 1956
- Coenagrion glaciale orientale Belyshev & Haritonov, 1973